# Повратак у школу страве
Повратак у школу страве (енгл. Return to Horror High) амерички је слешер хорор филм из 1987. године, редитеља и сценаристе Била Фрохлиха са Лори Летин, Бренданом Хјузом, Алексом Роком и Винсем Едвардсом у главним улогама. Филм је најпознатији по томе што представља глумачки деби Џорџа Клунија.
Упркос томе што су слешер филмови током 1980-их били на врхунцу популарности, Повратак у школу страве није остварио комерцијални успех. Зарадио је непуних 200.000 долара више од свог буџета који је износио приближно милион долара. Добио је веома негативне критике. Иако наслов филма наводи на помисао да се ради о наставку, то није случај. Осим тога, филм никада није добио ни сопствени наставак или римејк.

## Радња
Почетком 1980-их у Средњој школи „Крипен” догодила се серија ужасних убистава. Неколико година касније, филмска екипа долази у, сада напуштену, школу Крипен како би је искористили као филмски сет. Међутим, пристиже незвани гост и убиства поново почињу...

## Улоге
| Глумац             | Улога                    |
| ------------------ | ------------------------ |
| Лори Летин         | Кали Кесиди / Сара Вокер |
| Брендан Хјуз       | Стив Блејк               |
| Алекс Роко         | Хари Слирик              |
| Скот Џејкоби       | Џош Форбс                |
| Ричард Брестов     | Артур Лиман Кеслман      |
| Енди Романо        | директор Кеслман         |
| Ал Фан             | Ејмос                    |
| Пепер Мартин       | шеф Дејнер               |
| Џорџ Клуни         | Оливер                   |
| Морин Макормик     | полицајка Тајлер         |
| Мајкл Ерик Крејмер | Дони Портер              |
| Винс Едвардс       | Ричард Бирнбаум          |
| Клиф Емич          | Дилон                    |
| Панчито Гомез      | Чу Чу                    |
| Марвин Макинтир    | Роби Рис                 |
| Филип Макеон       | Ричард Фарли             |
| Реми О'Нил         | Естер Молванија          |
| Џон Бесмен         | Темплетон Смит           |
| Дарси де Мос       | Шери Хејнс               |
| Вил Етра           | Манглес                  |